# 大氣潮
大气潮是全球尺度的大气振荡，其振荡周期是一天的整数分之一。在很多方面大气潮和海洋潮汐类似。大气潮的激发机制包括：
（1）大气辐射加热的日夜更替；
（2）月球的引力场影响；
（3）行星波和大气潮之间的非线性相互作用。

## 总体特性
最大振幅的大气潮产生于日间太阳辐射对对流层的水蒸气和平流层的臭氧周期性加热。